# Paradetis porphyrias
Genre
Espèce
Paradetis porphyrias est une espèce de lépidoptères (papillons) de la famille des Geometridae. Elle est endémique de Nouvelle-Zélande. Elle est l'unique représentante du genre monotypique Paradetis.

## Taxonomie
Cette espèce a été décrite pour la première fois par Edward Meyrick en 1883 en tant que Parysatis porphyrias,, en même temps que le genre Parysatis, dont elle est l'espèce type. Meyrick donne ensuite une description plus détaillée de l'espèce en 1884. Le nom Parysatis s'avérant préoccupé, en 1885 Meyrick le remplace par le nom Paradetis .
George Hudson a illustré et nommé cette espèce sous son nom actuel, Paradetis porphyrias, dans ses livres New Zealand Moths and Butterflies (Macro-lépidoptères) en 1898 et The Butterflies and Moths of New Zealand en 1928,.

## Répartition
P. porphyrias est endémique de Nouvelle-Zélande. Meyrick a observé pour la première fois l'espèce près de la gorge d'Otira à Arthur's Pass en janvier. L'espèce a également été trouvée au mont Arthur, à Castle Hill et au lac Wakatipu.

## Plantes hôtes
Les chenilles de P. porphyrias se nourrissent probablement d'Hypolepis millefolium.